# FC 코테페
FC 코테페(FC KooTeePee)는 콧카를 연고로 하는 핀란드의 축구 클럽이다. 현재는 핀란드의 2부 축구 리그인 위쾨넨에 참가하고 있다.